# Riacho Pedra d'Água
Riacho Pedra d'Água är ett periodiskt vattendrag i Brasilien.   Det ligger i delstaten Bahia, i den östra delen av landet, 1 000 km nordost om huvudstaden Brasília.
Trakten runt Riacho Pedra d'Água består i huvudsak av gräsmarker. Runt Riacho Pedra d'Água är det glesbefolkat, med 11 invånare per kvadratkilometer.